# Darcy Graham
Darcy Graham (Melrose, 21 giugno 1997) è un rugbista a 15 internazionale per la Scozia, che gioca come tre quarti ala o estremo nell'Edimburgo.

## Biografia
Graham cominciò a giocare nel 2017 con l'Edimburgo nel Pro14, e già nell'annata successiva ebbe l'opportunità di mettersi in evidenza all'interno del club.
Inserito a partire dal 2016 nella Scozia VII, disputò con la nazionale i Giochi del Commonwealth di Gold Coast 2018 concludendo al sesto posto. Anche il debutto internazionale con la Scozia non tardò ad arrivare, e avvenne nel novembre 2018 in occasione del test match contro il Galles disputato al Millennium Stadium.
Graham fu l'autore di due mete nella partita pareggiata 38-38 contro l'Inghilterra, valevole per il Sei Nazioni 2019, ribaltando un punteggio parziale di 31-0 per gli inglesi. In seguito fu convocato per disputare la Coppa del Mondo di rugby 2019 in Giappone.